# 同期の桜
「同期の桜」（同期の櫻、どうきのさくら）は、日本の軍歌。太平洋戦争（大東亜戦争）時、好んで歌われた歌である。華々しく散る姿を、桜花に喩えた歌である。大村能章作曲。原詞は西條八十による（後述するように直接作詞したわけではない）。この歌が転じて「同期生」を表す言葉になった。

## 作詞者
原曲は「戦友の唄（二輪の桜）」という曲で、昭和13年（1938年）1月号の「少女倶楽部」に発表された西條の歌詞が元になっている。直接の作詞は、後に回天の第1期搭乗員となる帖佐裕海軍大尉（1995年1月6日死去）が、海軍兵学校在学中に江田島の「金本クラブ」というクラブにあったレコードを基に替え歌にしたとも、同じく潜水艦乗員であった槇（旧姓岡村）幸兵曹長とも言われていた。
「戦友の唄」を収録したレコードは昭和14年（1939年）7月にキングレコードから発売されたが、全くヒットしなかった。レコード番号は30080、歌唱は樋口静雄。
1984年（昭和59年）5月5日、当時呉軍楽隊に勤務していた谷村政次郎（後に海上自衛隊東京音楽隊長）が金本クラブを訪れ、割れてはいたが「戦友の唄」のレコードが見つかり（現在は江田島市ふるさと交流館1階に展示）、帖佐の証言が正しいことが証明された。ただし、5番まである歌詞のうち、3番と4番は帖佐も作詞していないと証言しており、人の手を経るうちにさらに歌詞が追加されていき、一般に知られているもののほかにも様々なバリエーションが存在することから、真の作詞者は特定できない状態にある。

### 同期の桜事件
1980年（昭和55年）、元潜水艦乗組員である山下輝義という人物が「同期の桜は自分の作った『神雷部隊の歌』の複製である」として、レコード会社6社を訴えた事件が発生した。しかし流行歌研究家の長田暁二がこのレコードの存在について東京新聞の記者に話し、同紙が埼玉で、前述の「戦友の唄」（樋口静雄歌唱）を収録したレコードを発見して訴えは棄却された（同期の桜事件：東京地方裁判所判決昭和58年（1983年）6月20日）。

## 曲
出だし

## 演出
時局に合った悲壮な曲と歌詞とで、陸海軍を問わず、特に末期の特攻隊員に大いに流行した。日本軍を代表する軍歌ともいえ、戦争映画等ではよく歌われる。また、この歌詞にも、当時の軍歌ではよく現れた「靖国神社で再会する」という意の歌詞が入っている。
その一方で、戦争映画で見られる兵士が静かに歌うシーンは、実際には無かったという説もある。兵学校71期生の卒業間際に、指導教官が「死に物狂いで戦っている部隊で歌われている歌」として紹介して以来、教官の間で広まっていき、大戦末期に海軍兵学校から海軍潜水学校で一気に広まったとされており、兵学校に在学していても、戦後まで全く知らなかった人物も多い。
1945年（昭和20年）6月29日と同年8月4日のラジオ番組で、内田栄一によって歌われているのが、この曲に関する最も古い記録といえる。

## 著作権情報
作曲の大村能章は1962年（昭和37年）に没したため、日本において著作権保護期間は2012年に満了している。
作詞の西條八十は1970年（昭和45年）に没したため、日本において著作権保護期間は2040年に満了する。

## 同期の桜を歌った歌手
- 沢本忠雄とフォー・コインズ - 1961年6月、日本コロムビア[7]
- 松方弘樹 - 1967年、日本コロムビア。シングル。規格品番：SAS-911
- 鶴田浩二 - 1970年、ビクター。後述
- 伊藤久男 - 1972年7月、日本コロムビア。「ミリオンカップルシリーズ 同期の桜/愛馬進軍歌」規格品番：D(M)-48
- 美空ひばり - 1972年、日本コロムビア。アルバム『心の軍歌』（規格品番：ALS-5182）収録
- 春日八郎 - 1983年、キングレコード。シングル。規格品番：K07S-473。原曲の「戦友の唄」と共に収録
- 北島三郎 - 1995年、日本クラウン。アルバム『戦友 〜北島三郎 軍歌を唄う』（規格品番：CRCN-20103）収録
- 渥美二郎 - 2018年、日本コロムビア。DVD『演歌道五十周年記念コンサート』収録
- 内田栄一

### 鶴田浩二
戦時中、特攻機の整備をして特攻隊員を見送っていった鶴田浩二は、曲を伴奏に、特攻隊員の心情を日記形式にして読み上げる作品を自ら作詩し、レコードに収録した（1970年発売のアルバム『あゝ軍歌』ビクターレコード SJX-32に収録され、同年発売の「同期の桜」ビクターレコード SV2076にてシングルカット）。このバージョンは「同期の桜（台詞）」「同期の桜（台詞のみ）」とも表記される）。これは当時所属していたレコード会社間の著作権の関係で西條八十の詩を歌うことができなかったことによる苦肉の策であった（当時、鶴田はビクターの専属歌手であったのに対し、西條の詩は日本コロムビアが著作権を保有していた）。鶴田によると、当時のディレクターが「鶴田さん語っちゃえよ」と言い出したことからこのような作品になったという。
同曲は60万枚売れ、同曲を収録したLP『あゝ軍歌』は1年間で15万枚のヒットになった。
後年は問題が解決したため、朗読と歌の双方を披露したレコーディングもしている。このバージョンは1985年発売のCD『あゝ軍歌〜戦友よ安らかに〜』（ビクター VDR-1078）に「同期の桜（台詞）〜同期の桜」の曲名で収録されている。

## 替え歌
1976年（昭和51年）第1次長嶋茂雄監督時の読売巨人軍がリーグ優勝を果たした際、ビールかけ会場で長嶋監督以下、王貞治、張本勲、柴田勲ら巨人軍選手が輪になり、本曲を「巨人の桜」と替え歌で唄った。